# Saint-Étienne-de-Baïgorry
Saint-Étienne-de-Baïgorry é uma comuna francesa na região administrativa da Nova Aquitânia, no departamento dos Pirenéus Atlânticos. Estende-se por uma área de 68,04 km². Em 2010 a comuna tinha 1 519 habitantes (densidade: 22,3 hab./km²).